# Nöttja urskog
Nöttja urskog är ett naturreservat i Ljungby kommun i Kronobergs län.
Reservatet är 5 hektar stort och beläget sydost om Torpa. Från början var det ett domänreservat som avsattes 1960. Det omvandlades till naturreservat 1996.

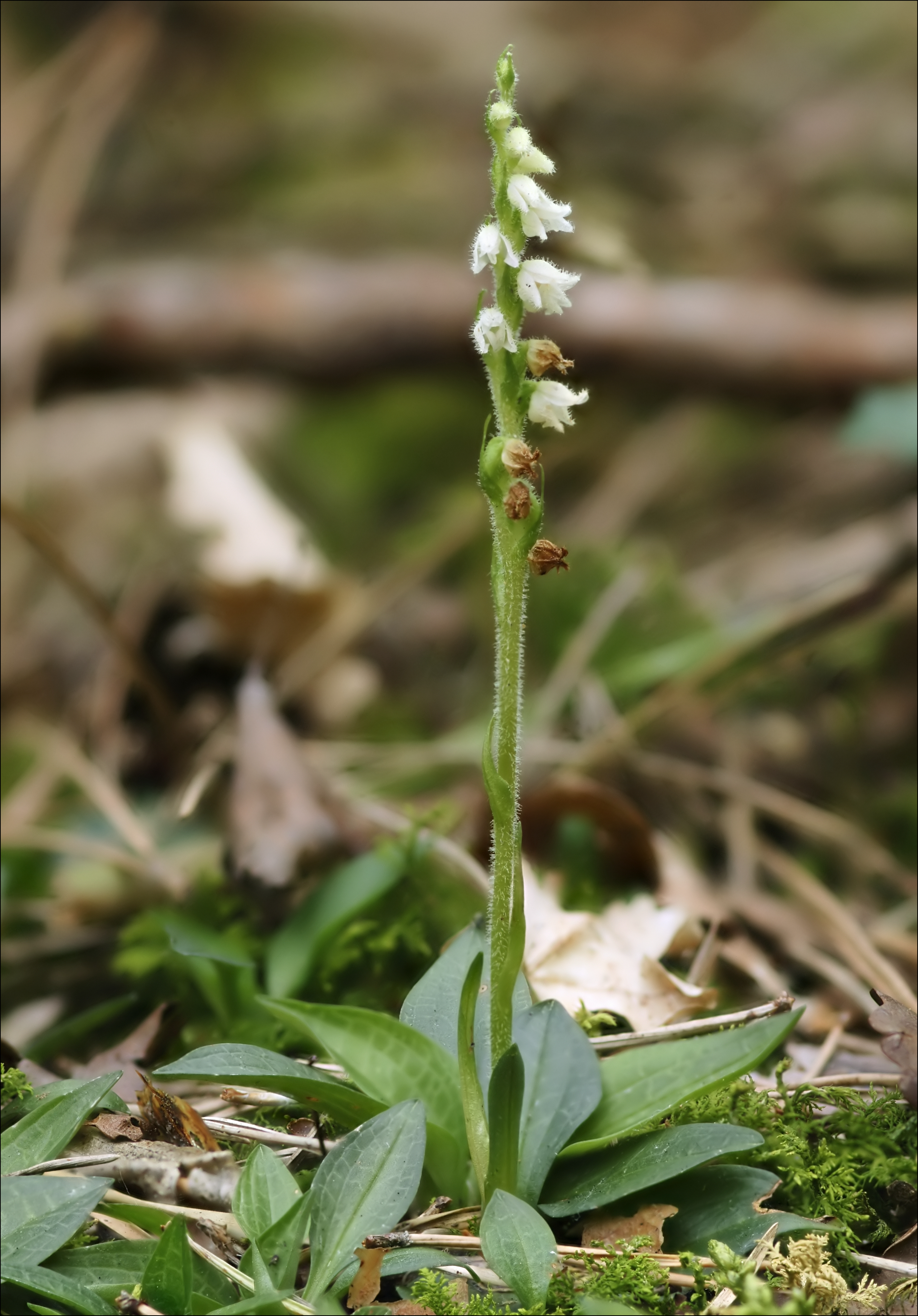
Knärot

Området består av gammal barrblandskog där de äldsta träden är uppemot 300 år. Därför finns det gott om lågor och högstubbar. Reservatet sluttar brant och är rikt på block. Orkidén knärot förekommer i naturreservatet. 